# بزرگراه میان‌ایالتی ۷۱
بزرگراه میان ایالتی ۷۱ (به انگلیسی: Interstate-71، مخفف:I-71) یکی از بزرگراه‌های میان ایالتی آمریکاست؛ که مسیر شمالی-جنوبی داشته و زیرمجموعه دارد.